# Françoise Loranger
Pour les articles homonymes, voir Loranger.
Françoise Loranger, née le 18 juin 1913 à Mont-Saint-Hilaire, en Montérégie, et morte le 5 avril 1995 à Montréal, est une écrivaine, romancière, dramaturge et poétesse québécoise. Elle a œuvré à la radio, à la télévision et au théâtre. Pour la télévision, son téléroman le plus connu demeure Sous le signe du lion, tandis qu'au théâtre, elle a innové dans la forme avec des pièces comme Le Chemin du Roy ou Médium saignant. Enfin, Françoise Loranger a signé un seul roman, Mathieu, paru en 1949.

## Biographie

### Enfance et formation

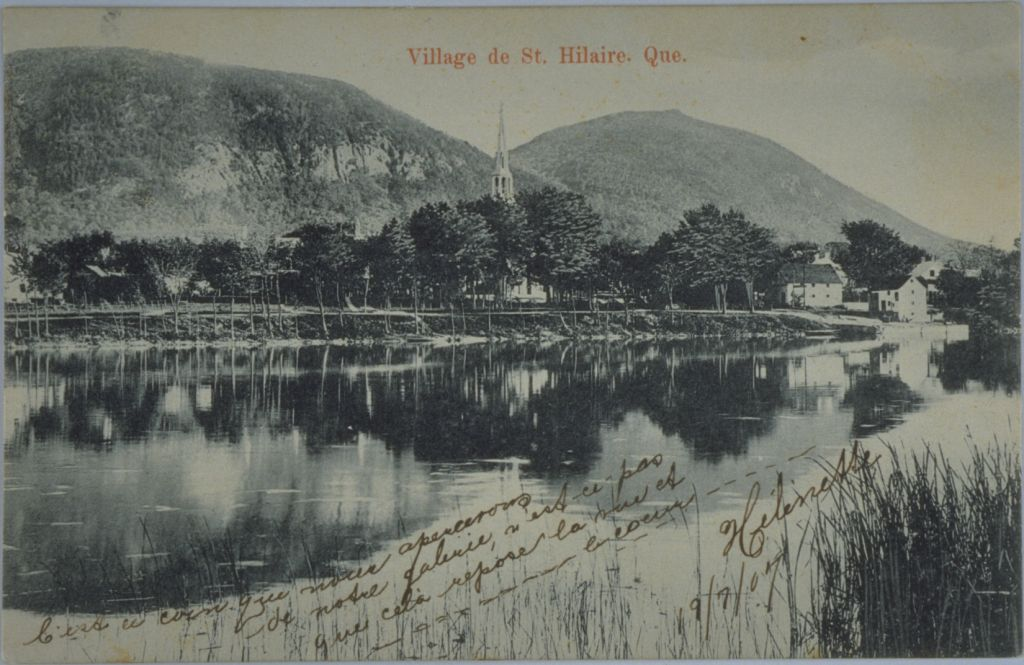
Mont-Saint-Hilaire en 1907. C'est là que Françoise Loranger naît en 1913.

Françoise Loranger naît à Mont-Saint-Hilaire le 18 juin 1913, probablement dans la maison de son grand-père Loranger où la famille passait ses vacances. Elle est la fille du juge Joseph-Henri Loranger et de Marguerite Lareau. Ces derniers se sont mariés le 2 juin 1909 à Montréal. Françoise est la troisième de leurs cinq enfants. La jeune Françoise grandit dans une famille de juristes.
Il semble que la famille Loranger déménage souvent lorsque Françoise est encore enfant. Elle étudie dans un programme lettres-sciences au couvent de Saint-Louis-de-Gonzague en plus de suivre des cours particuliers de dessin et d’écriture. Attirée très tôt par la littérature, Françoise Loranger commence à écrire à l’âge de douze ans, alors qu’elle compose des histoires pour les lire à sa sœur. Dans une entrevue, elle raconte avoir écrit trois romans au cours de sa jeunesse, qu’elle n’a pas conservés. Elle publie finalement une première nouvelle dans la Revue populaire en 1936.

### Scénariste de radio-feuilletons

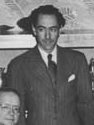
Robert Choquette incite Françoise Loranger à écrire pour la radio.

Françoise Loranger fait ses débuts à la radio grâce à Robert Choquette, auteur déjà connu, qui l’incite à se lancer dans l’écriture de romans-feuilletons pour ce média. Elle dira plus tard que c’est lui qui lui apprend le métier. Aux côtés des Henri Letondal ou Claude-Henri Grignon, Françoise Loranger fait partie d’une petite cohorte de femmes (Jovette Bernier, Aliette Brisset-Thibaudeau et Jean Desprez) qui commence une carrière d’écrivaine pour la radio à la fin des années 1930.
En 1938, elle coécrit d'abord avec Robert Choquette Le vieux raconteur pour CBF-FM, la radio de Radio-Canada. Forte de cette première expérience, Loranger coécrit avec lui Dans ma tasse de thé (1938-1939), toujours pour la radio de Radio-Canada (CBF).
De 1940 à 1942, Françoise Loranger travaille également pour Paul L’Anglais à CKAC où elle traduit de l’anglais quelques émissions de la série Ceux qu’on aime, aussi publié en feuilleton dans la revue Radiomonde. En 1941, pendant la Deuxième Guerre mondiale, elle signe à Radio-Canada et à CKAC La victoire par l’épargne. Il s'agit d'un radio-feuilleton. Puis, de 1942 à 1943, Françoise Loranger-Simard - elle s'est mariée entre-temps -, scénarise La vie commence demain à la radio de CKAC.
À la fin des années 1940, elle écrit quelques sketches pour L’école des parents (1947) ainsi que le radio-roman Les Mercier (1949) à Radio-Canada. Ce dernier est réalisé par Judith Jasmin.

### Mariage et vie de famille

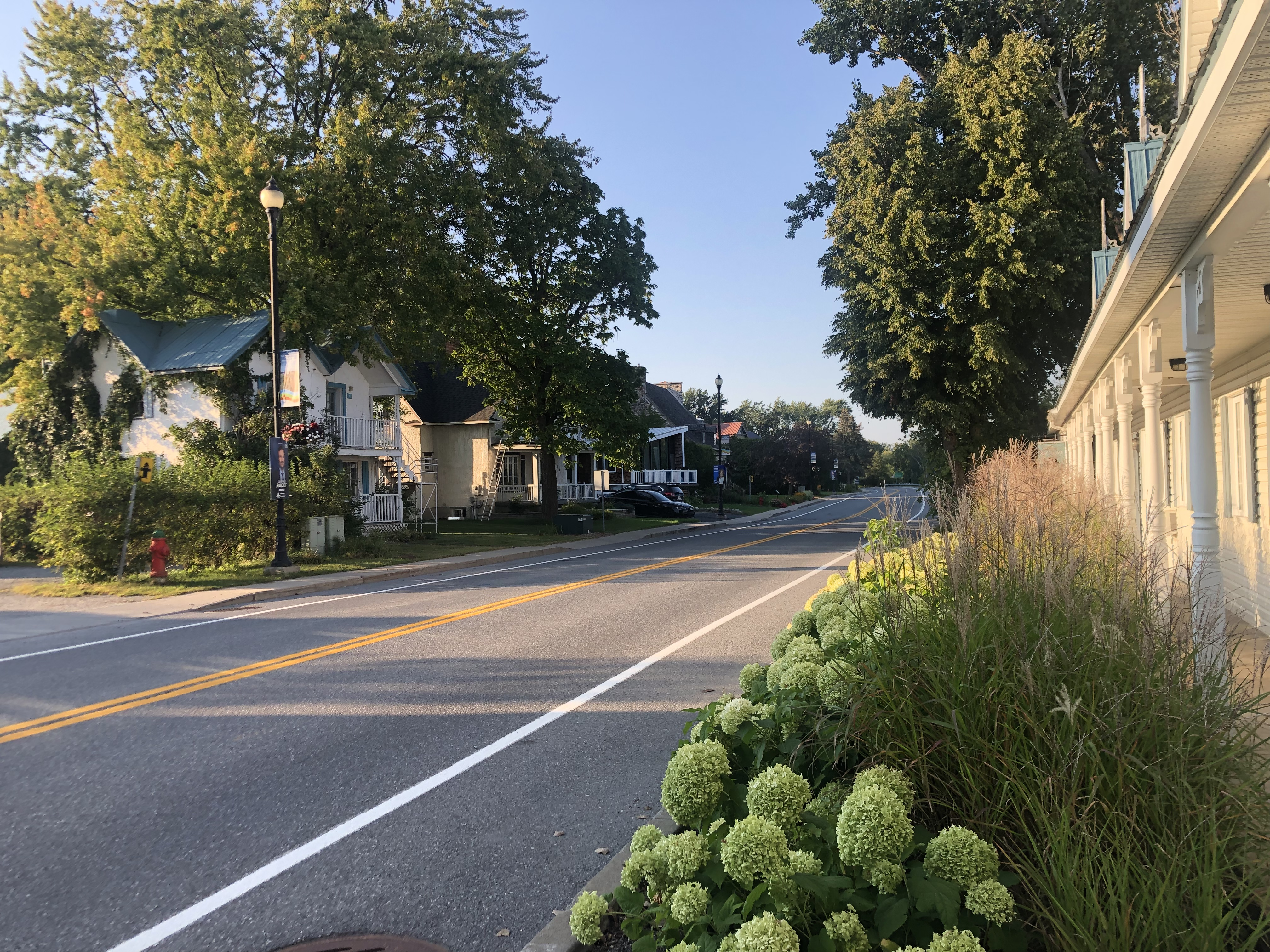
Françoise Loranger habite à Saint-Marc-sur-Richelieu pendant une vingtaine d'années.

Le 17 mai 1941, Françoise Loranger épouse Paul Simard, alors lieutenant dans la Marine royale canadienne, à la basilique de Québec. Elle aura une fille avec lui : Puck Simard, née le 29 décembre 1941. Avec lui, Françoise Loranger a habité un temps à Ivry Nord. Le couple y gérait L'Auberge Barbe Rousse. Elle a également vécu dans un camp de chasse et pêche, administré par M. Simard, situé à Lac La Pêche en Mauricie. Paul Simard décède et est inhumé à La Martinique à une date indéterminée.
Elle épouse en deuxièmes noces Jean Michaud, architecte, le 4 juin 1953. Une fille, Danièle, naît de cette union le 29 juillet 1953. Le couple habitera Saint-Marc-sur-Richelieu pendant 20 ans. Ils résideront aussi à Montréal de 1963 à 1970. Comme M. Michaud enseigne à l'Université Laval, ils éliront domicile à Saint-Nicolas à partir de 1973, avant d'occuper un appartement à Québec. Le couple s'installe finalement à Montréal à la retraite de M. Michaud.

### Écrivaine d'un seul roman
En 1949, elle présente son roman Mathieu au prix du Cercle du livre de France. Bien qu'elle obtienne le plus de votes de la part du jury, le prix n'est pas attribué cette année-là, étant donné qu’aucune œuvre n’est jugée méritoire. Françoise Loranger souffre de cet échec qui la décourage d’écrire d’autres romans. Elle reviendra sur ce moment dans plusieurs entrevues.

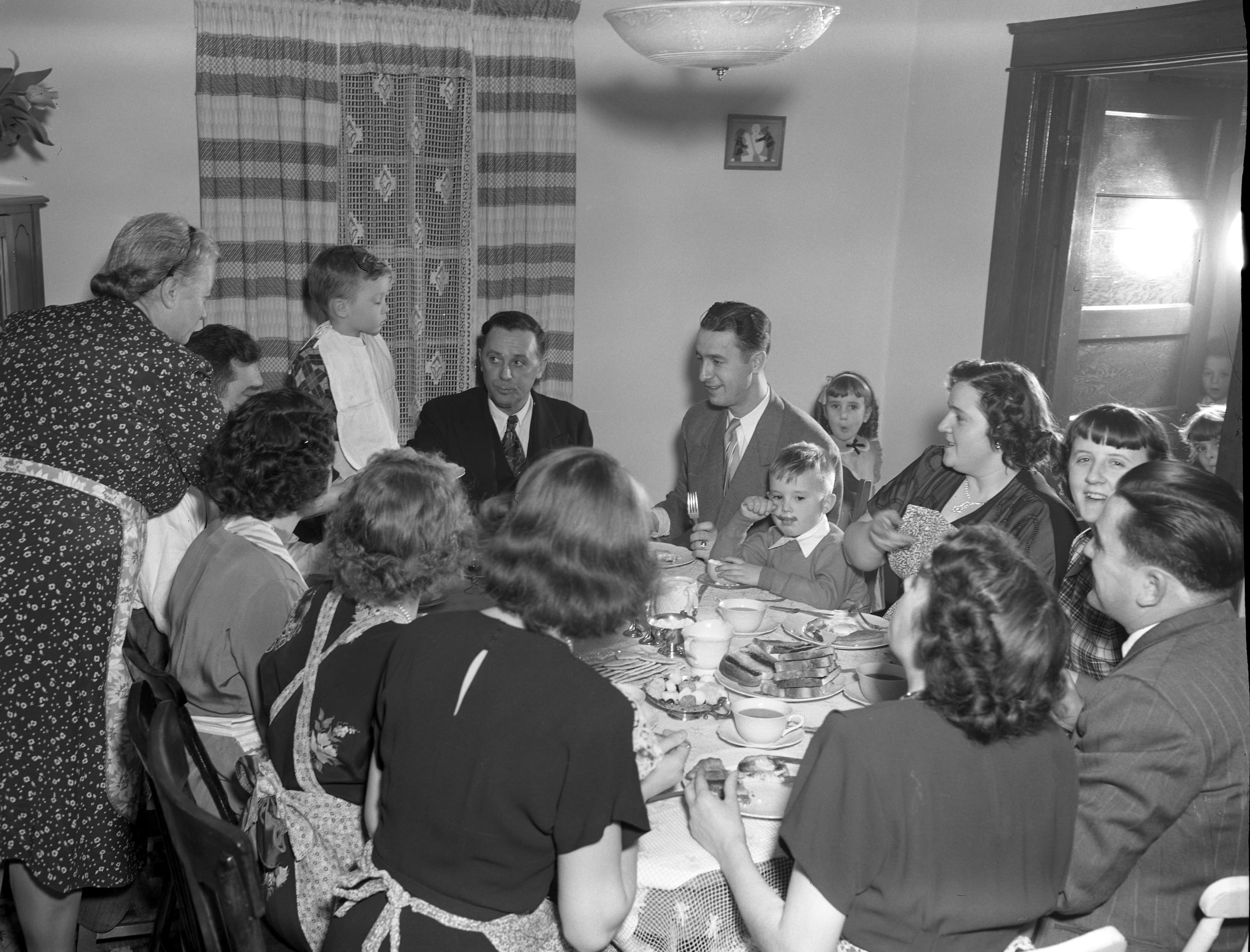
En 1949, Françoise Loranger met en scène une tout autre image d'une famille québécoise dans son roman Mathieu.

Malgré la décision du jury, l’éditeur décide de publier tout de même l’ouvrage de Françoise Loranger la même année. Elle s’y distingue par son style théâtral (les dialogues et une division tripartite). Elle se démarque également par l’analyse psychologique de ses personnages. Selon André Gaulin, « Avec Mathieu, roman de l’intérieur, contestataire d’une société destructive des individus, négatrice de la vie et dont la religion vorace et l’esprit d’échec interdisaient le bonheur, Françoise Loranger s’inscrivait dans l’imaginaire romanesque de son temps. » 
Le roman met en scène le personnage de Mathieu Normand, qui est fils unique. Son père ayant quitté le foyer familial afin de refaire sa vie aux États-Unis avec une autre femme, Mathieu habite avec sa mère dans un appartement de l’Est de Montréal. Femme aigrie, elle rabaisse constamment son fils et dilapide son argent à la recherche de son mari.

### La télévision
En 1952, avec l’arrivée de la télévision au Québec, la carrière de Loranger prend une nouvelle tournure. Elle est ainsi rapidement appelée à y œuvrer, écrivant plusieurs dramatiques théâtrales pour Radio-Canada. Elle est en outre scripteure pour Sophie-Magazine, une série destinée aux adolescentes.
Françoise Loranger est l’autrice du téléthéâtre Madame la Présidente, présenté à la télévision de Radio-Canada le 11 mars 1956. La réalisation est assurée par Gérard Robert. Parmi les comédiens figurent Denise Pelletier, Jean Duceppe, Paul Dupuis, Gabriel Gascon, Thérèse Cadorette et Ginette Letondal. Prenant place dans une famille québécoise issue de la bourgeoisie, il s'agit d'une satire de la psychanalyse et une caricature de Sigmund Freud.

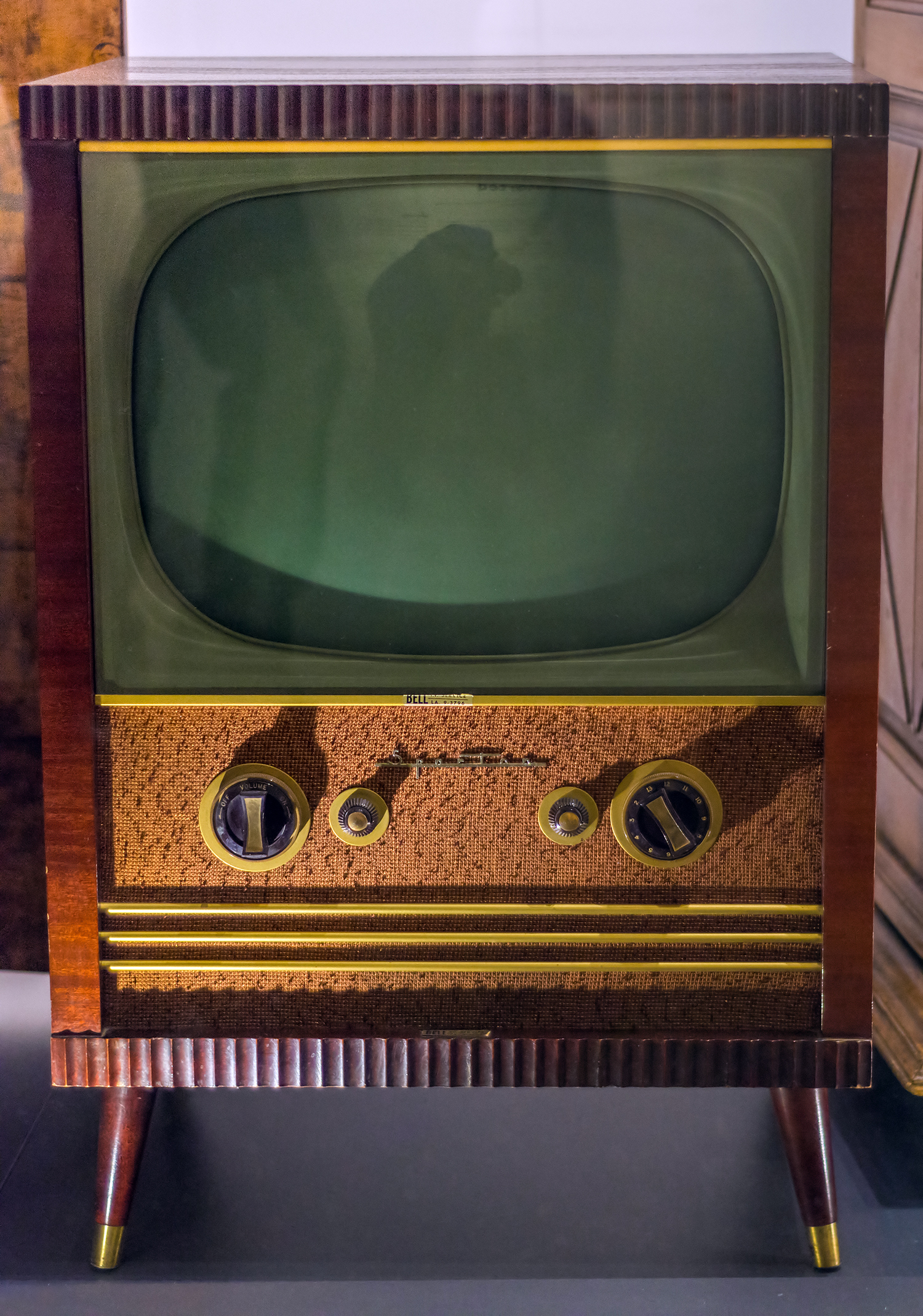
Françoise Loranger écrit un premier texte pour la télévision en 1956.

Le critique du Devoir souligne :  
« Aussi la qualité primordiale de Françoise Loranger est l’habileté de certaines grandes scènes: des personnages denses, humains, font face à des questions réellement angoissantes et le texte atteint parfois une émotion dramatique (ainsi l’accent de désespoir de la femme de 50 ans) et ces personnages qui sont prêts à accepter les solutions de facilité que l’auteur tourne en dérision; et cette satire directe malgré la précaution du placard du tout début; et ces exagérations que nous nous surprenons soudain à ne pas croire aussi irréelles que notre bon sens nous incline à le prétendre. Françoise Loranger réussit là de très belles scènes où l’action est bien la conséquence des caractères créés. Nous reconnaissons ici les qualités mêmes de la romancière ». 
Pour d’autres chroniqueurs, comme Clément Fluet, la satire porte plutôt « sur la femme de 50 ans en disponibilité, sur le mari réaliste, sur le milieu bourgeois d’une petite cité, sur les écoles de familles, sur tout ce qu’on voudra, mais certes pas sur Freud lui-même ».

La comédie satirique d’une heure et demie avait d’abord été conçue pour la scène, six ans plus tôt, sous le titre L’École des familles. L'autrice avait insisté sur le fait qu'elle cherchait surtout à dresser le portrait critique de la femme bourgeoise cinquantenaire qui, en se cherchant une vocation, risque de se faire tromper.
« Avec “l’École des familles”, Françoise Loranger aborde un problème original: celui des femmes de cinquante ans. Cet âge, dit-elle, est l'âge de l'effacement. Le rôle de la mère passe au second plan, car les enfants se marient; celui de l’épouse diminue graduellement. Mais quel va être le sort de la femme? Elle sent, en elle, encore mille possibilités. Elle ne veut pas se résigner à n’être qu’un rouage accessoire et puisque, dans son foyer, elle n'occupe plus la situation centrale, elle va s’échapper, élargir son horizon et se consacrer désormais à des tâches d'un ordre plus général, sociales ou politiques. Résultat: elle empoisonne tout son entourage. »
L'année suivante, elle livre le téléroman À moitié sages. Celui-ci est diffusé sur les ondes de Radio-Canada pendant la saison estivale, soit entre le 5 juin et le 25 septembre 1957. Parmi les comédiens, nous retrouvons Gisèle Schmidt, Dyne Mousso, Solange Harbeau, Marthe Mercure et François Rozet. La réalisation est de Denys Gagnon.
Le téléthéâtre Georges… oh! Georges est présenté à CBFT (Radio-Canada) le 18 mars 1958 sous le titre de Jour après jour. Il fait partie d’un téléthéâtre en trois parties réalisé par Jean-Paul Fugère, Gérard Robert et Louis-Georges Carrier et appelé Une maison dans la ville. Il figure aux côtés d’un texte d’André Laurendeau et d'un autre de Marcel Dubé. Le téléthéâtre est rediffusé à Radio-Canada en 1971, dans une nouvelle réalisation, cette fois de Jean-Paul Fugère. La même année, les élèves du Conservatoire d’Art dramatique de Montréal présentent la pièce sur les planches du Théâtre National.
L’intrigue se situe à Montréal dans les années 1930. Elle est centrée sur trois filles (Lucienne (Janine Sutto), Janine (Colette Courtois), Blanche (Dyne Mousso) et leur mère Berthe (Lucie de Vienne-Blanc). Georges, un instituteur d’école élémentaire (Pierre Boucher), capte l'attention des quatre femmes. Dans ce téléthéâtre, Loranger commence à développer certains thèmes, tels que la quête du bonheur et la liberté, qui reviendront par la suite dans d'autres œuvres.

Françoise Loranger écrit également le téléroman Sous le signe du lion, diffusé en 1961. Ce sera son œuvre la plus connue. Pour Jean-Paul Crête, le téléroman était « nouveau par ses préoccupations qui laissent loin en arrière les petites intrigues du téléroman-fleuve, nouveau par sa profondeur psychologique, il marque la fin de l’adolescence dans l’histoire de la télévision montréalaise. »

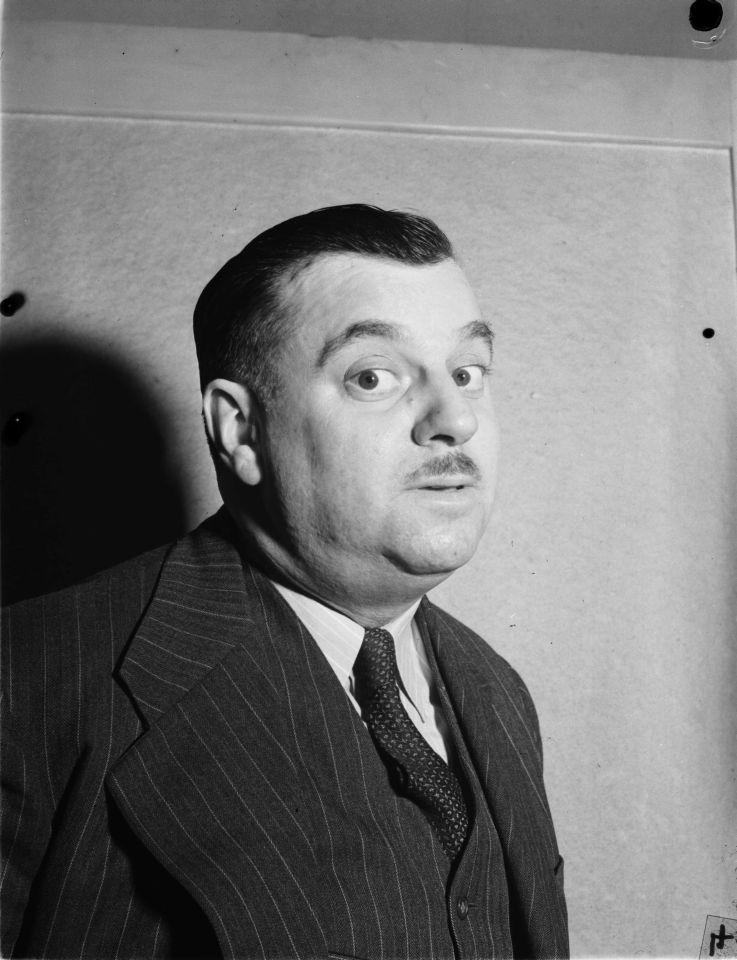
Ovila Légaré interprète Jérémie Martin dans Sous le signe du lion.

Le téléroman met en scène Jérémie Martin (Ovila Légaré). Il est parti de rien et a bâti sa fortune. Il a épousé Clothilde Beaujeu (Denise Provost), fille de juge. Devenu un millionnaire à la poigne de fer, il a une maîtresse, Annette Julien (Charlotte Boisjoli), avec qui il a eu une fille, Martine (Dyne Mousso).

Pour Pierre Fillion : 
« Ce Signe du Lion est lui aussi d’une trempe d’écriture qui est la marque des grandes œuvres : personnages aux tempéraments excessifs, animés de passions et d’émotions fortes, tiraillés entre des pulsions extrêmes de vie et de mort; personnages aux couleurs sociales très définies, confrontés par la mort de la mère, Clothilde, à une lecture renouvelée de leurs destins respectifs. »
Le téléthéâtre Un cri qui vient de loin, réalisé par Louis-Georges Carrier, est présenté à la télévision de Radio-Canada le 28 novembre 1965. Loranger y entremêle les temps : 
« Le présent de la fiction, où “Lui”, au moment de partir vers le Grand Nord, quitte sa femme, Michèle, sans l’éveiller, erre dans la ville et visite ses parents ; le présent onirique, formé par les rêves, les monologues intérieurs et les comportements récurrents (le durcissement de la mâchoire à chaque fois qu’il est question de la mère, par exemple) ; le passé de la fiction, images de la mémoire qui revit la “trahison” de Michèle et de Francis, les amours de la mère et du père de Francis de même que les inquiétudes de l’enfant qu’il était; le futur onirique, avec les grands espaces nordiques et les diverses attitudes imaginées de Michèle découvrant son départ ».
Françoise Loranger a aussi fait l’adaptation en téléthéâtre de nombreuses œuvres russes pour Radio-Canada.

### Les années 1960: le théâtre

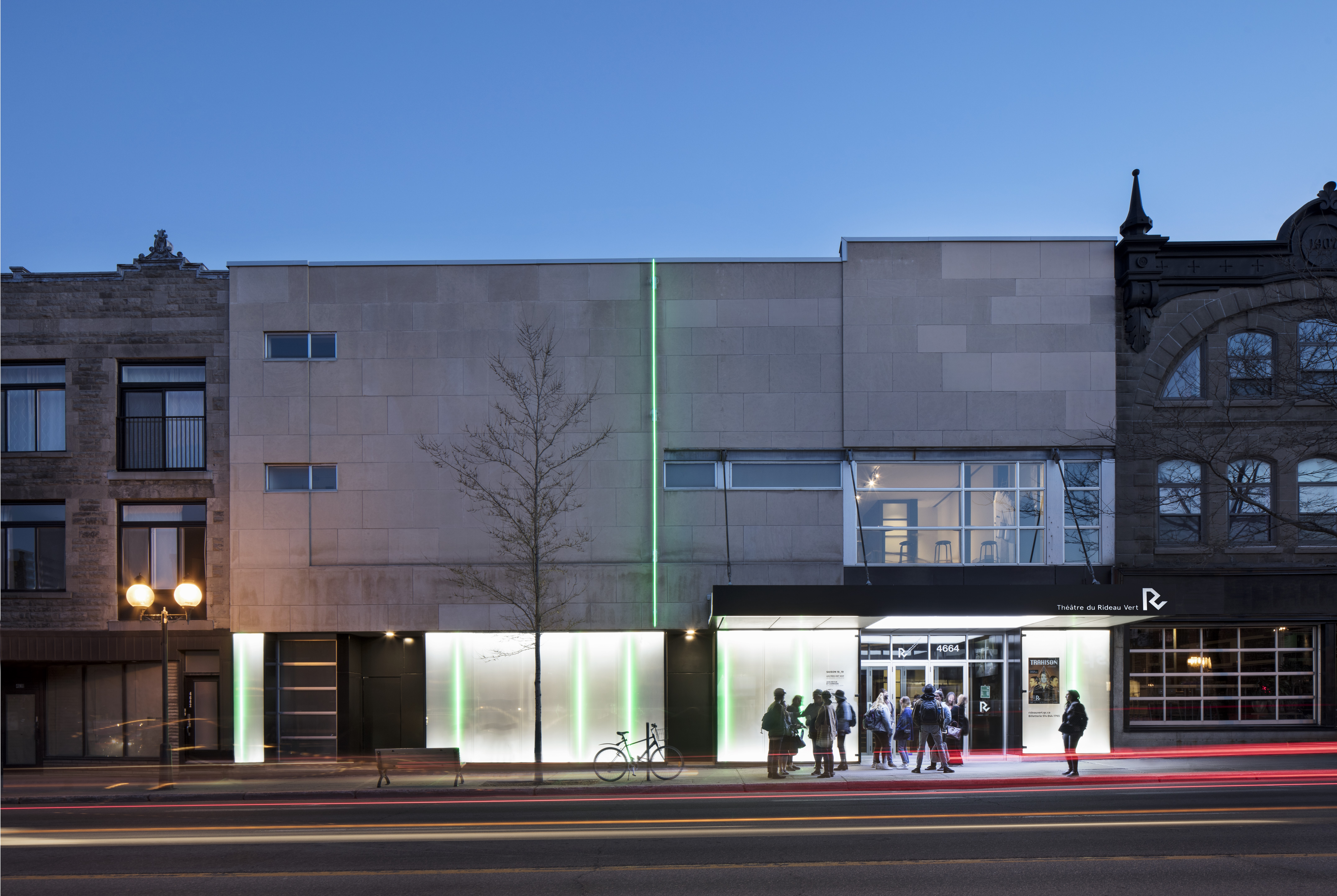
Plusieurs pièces de Loranger ont été montées au Théâtre du Rideau-Vert.

Elle connaît une décennie 1960 très prolifique. Au théâtre, ses pièces sont des lieux d'expérimentation (match de hockey, participation du public). Loranger situe également leur action dans des sujets d'actualité.

#### Une maison… un jour…
Une maison… un jour… est créée au Théâtre Stella par le Rideau Vert le 15 février 1965 dans une mise en scène de Georges Groulx. Elle sera présentée en mai de la même année en tournée en France (Paris) et en URSS (Leningrad et Moscou).
La pièce a par la suite pris la forme d'un téléthéâtre, diffusé le 4 octobre 1970 dans le cadre des Beaux Dimanches à Radio-Canada. Il est réalisé par Paul Blouin. La pièce est publiée la même année au Cercle du livre de France.
La pièce est un drame psychologique. Un juge à la retraite connaît des problèmes financiers et doit vendre sa maison, où trois générations de sa famille vivaient jusque-là. Loranger y exploite les thèmes de la vie, de la mort, de l’amour et de la recherche du bonheur. La pièce commence le jour du déménagement. Linda Lamarche écrit : « Au centre du drame : la destruction. En effet, en l’espace d’un jour, le quotidien, les certitudes, les idéaux, tout s’effrite. La maison en ruine que l’on s’apprête à démolir avec ses tons fanés et ses meubles fatigués s’impose comme le symbole même de ce processus irréversible. »

#### Encore cinq minutes
Encore cinq minutes est un drame réalisé par Ollivier Mercier-Gouin pour la radio de Radio-Canada à l’émission Sur toutes les scènes du monde le 20 mars 1966. Dans un deuxième temps, il est mis en scène par Louis-Georges Carrier et présenté au Théâtre du Rideau Vert le 15 janvier 1967. La pièce est reprise en novembre 1969 par le Théâtre populaire du Québec, au Théâtre des Variétés, avant de partir en tournée canadienne. Elle a aussi été jouée en France.
Gertrude, une mère cinquantenaire, se questionne sur sa vie. Tout part du fait qu'elle n'arrive pas à décorer une pièce de sa maison à son image. Dans l'angoisse d'un questionnement existentiel, elle constate l'effondrement de sa famille. Son mari Henri ne l'aime pas vraiment, son fils s’éloigne d'elle et sa fille est partie vivre avec un homme.
Comme l’indique Jean-Pierre Crête, Françoise Loranger « met en scène une femme de cinquante ans qui remet en question toutes les idées reçues, constate qu’elle n’a jamais vécu par elle-même et décide de faire table rase afin de recommencer à neuf ».

### Le tournant de 1968
L’année 1968 marque une rupture dans son œuvre théâtrale. Comme l'affirme Alexandre Cadieux, elle délaisse à ce moment le théâtre psychologique pour donner un caractère politique à ses pièces. Dans sa création, Loranger s'inspire de l’actualité tout en faisant éclater les formes du genre.

#### Le Chemin du Roy

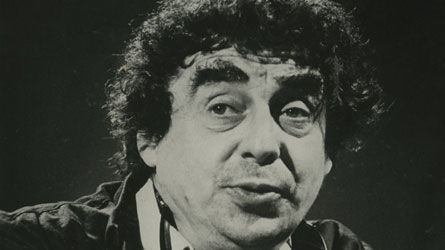
Paul Buissonneau assure la mise en scène du Chemin du Roy, pièce de Françoise Loranger.

Françoise Loranger signe Le Chemin du Roy en collaboration avec Claude Levac. La pièce est montée le 29 avril 1968 par la Compagnie de l’Egrégore au Théâtre de Gésu à Montréal. La mise en scène est assurée par Paul Buissonneau.
Loranger et Levac se sont inspirés de la visite du général de Gaulle au Québec qui a eu lieu l'année précédente, en 1967, et qui a culminé par « Vive le Québec... libre! » lancé du balcon de l’hôtel de ville à Montréal.

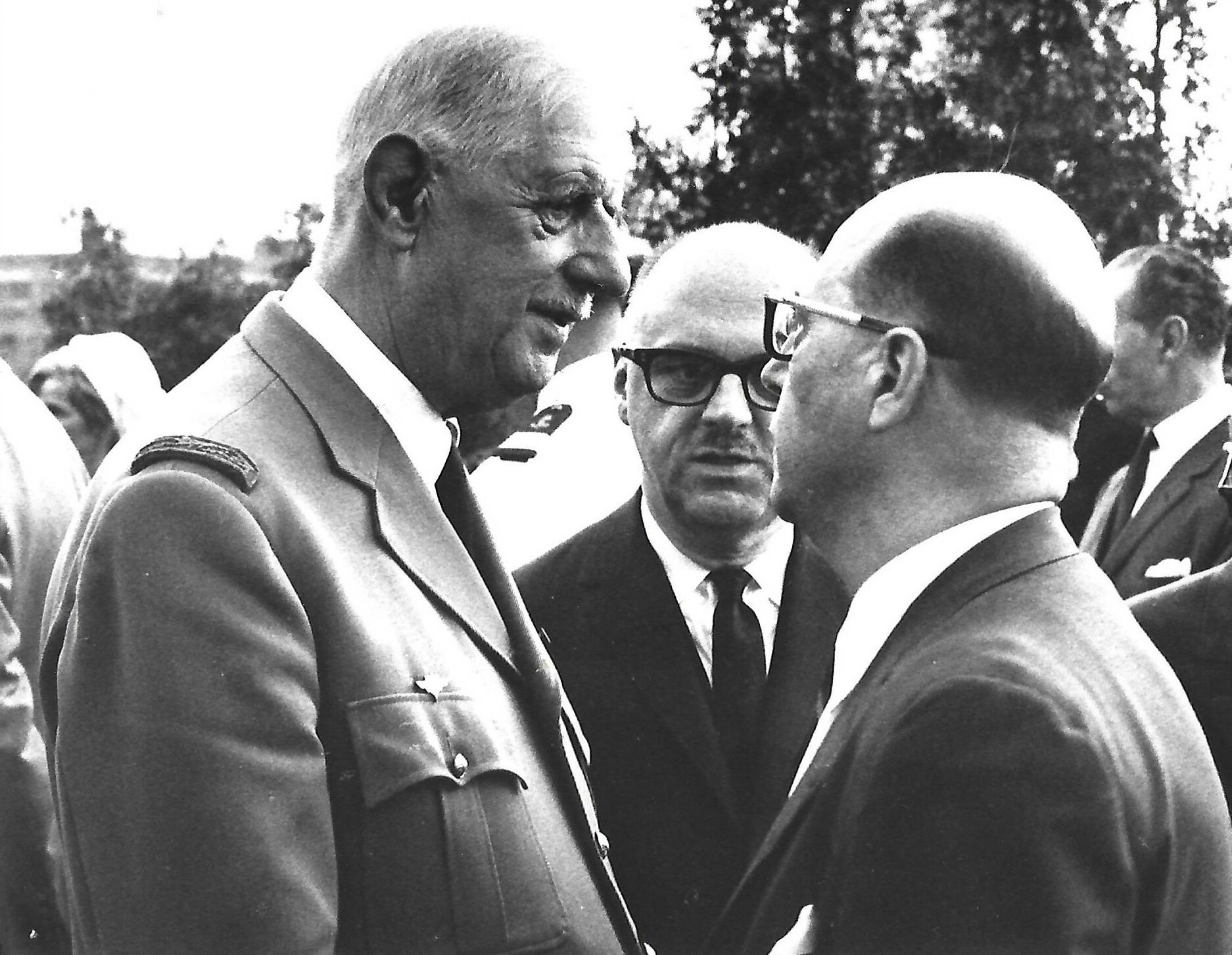
Elle s'inspire de la visite du général de Gaulle pour écrire la pièce Le Chemin du Roy.

La pièce prend la forme d'une partie de hockey d'une durée de deux périodes. Denis Saint-Jacques résume ainsi l'intrigue : « durant la première, l’enthousiasme croissant des Québécois, au contact du général, leur permet de marquer quatre fois alors que, dans la seconde, dominée par la montée de la réprobation chez les Canadiens anglais, les fédéraux marquent deux fois. Il en résulte donc une nette victoire pour le Québec. Les fédéraux anglophones et les provinciaux francophones parlent leurs langues respectives avec, comme traducteurs, les fédéraux francophones ». Du côté fédéral, on retrouve Lester B. Pearson, Jean Marchand, John Diefenbaker et Judy LaMarsh alors que du côté provincial figure René Lévesque, Daniel Johnson et Jean Lesage.

Gilles Girard affirme:
« La nouveauté du spectacle – dans le domaine québécois tout au moins – est éclatante. On profite de ce que l’histoire nous permet une entreprise de démystification alors qu’il devient loisible de faire l’indépendance sur le dos des « canadiens ». Comment s’opère la démystification ? Dans un renversement des valeurs : on a toujours cru au Québec à la supériorité de nos « hockeyeurs », symboles de notre fierté, alors que les « Anglais » avec tout le « fairplay » qu’on leur connaît, triomphaient sur le plan politique. Le Chemin du Roy défait, en le construisant, le mythe du hockey. […] À la limite, on peut y lire une invitation à descendre dans la rue, véritable théâtre du « drame » québécois : n’est-ce pas d’ailleurs le sens du vœu de Françoise Loranger lorsqu’elle demande au théâtre d’être plus que miroir, de se faire « ferment d’action » ?

#### Double jeu
L'année suivante, elle présente une autre pièce. Double jeu est créée le 18 janvier 1969 à la Comédie-Canadienne dans une mise en scène d’André Brassard. L'histoire est centrée sur un groupe d’étudiants adultes provenant de divers horizons. Ils sont invités par leur professeur à participer à un « test de comportement ». Ils doivent eux-mêmes s'identifier aux personnages d'un récit où une jeune fille tombe amoureuse d'un homme. Malheureusement pour elle, il se trouve de l'autre côté d'une rivière. Pour le rejoindre, elle entreprend une traversée en barque où elle devra subir trois épreuves. L'une d'elle consiste à avoir une relation sexuelle avec un arpenteur. Elle accepte et ce dernier l'aide à rejoindre son amoureux. Celui-ci la rejette toutefois pour avoir posé ce geste.
Loranger y fait participer le public. Les spectateurs sont en effet invités à monter sur scène au cours de la pièce. Au fil des 29 représentations, 248 personnes participeront à ce jeu. L’avant-dernière représentation est cependant marquée par un incident : cinq spectateurs se déshabillent sur scène en plus de tuer deux colombes. L'affaire conduira à un procès pour les protagonistes de ce scandale.

#### Médium saignant
Françoise Loranger conclue cette décennie de création par Médium saignant, jouée le 16 janvier 1970 à la Comédie-Canadienne dans une mise en scène d’Yvan Canuel. Encore pour cette pièce, la dramaturge s'inspire de l'actualité, en l'occurrence du conflit scolaire de Saint-Léonard et de l’adoption de la Loi pour promouvoir l’enseignement de la langue française au Québec (bill 63) du gouvernement de Robert Bourassa qui vient d'avoir lieu (1969). Loranger y fait encore une fois appel à la participation du public. Elle souhaite, par le biais de cette pièce, prendre part au débat autour de la question  linguistique.
L'histoire se déroule dans un centre culturel d’une banlieue montréalaise. Au cours d'une banale soirée durant laquelle de jeunes animateurs préparent un spectacle pour Mardi Gras qui approche, le conseil municipal vient subitement les déloger. Ces derniers veulent plutôt tenir une séance spéciale dont l’ordre du jour semble obscur. Citoyens francophones, Néo-Québécois et anglophone unilingue assistent à la joute verbale qui s'engage.

Gilles Girard résume ainsi la pièce : 
« D’une municipalité, microcosme métonymique du Québec, le débat est ramené aux individus et aux entités sociales. Théâtre documentaire aussi, fondant son argumentation sur des sources authentiques, cette fiction, recoupant en transparence la réalité comme un reportage en direct, se double d’un exorcisme cathartique, d’une thérapie de groupe, d’un exercice de défoulement et d’une incursion dans l’inconscient collectif ». 

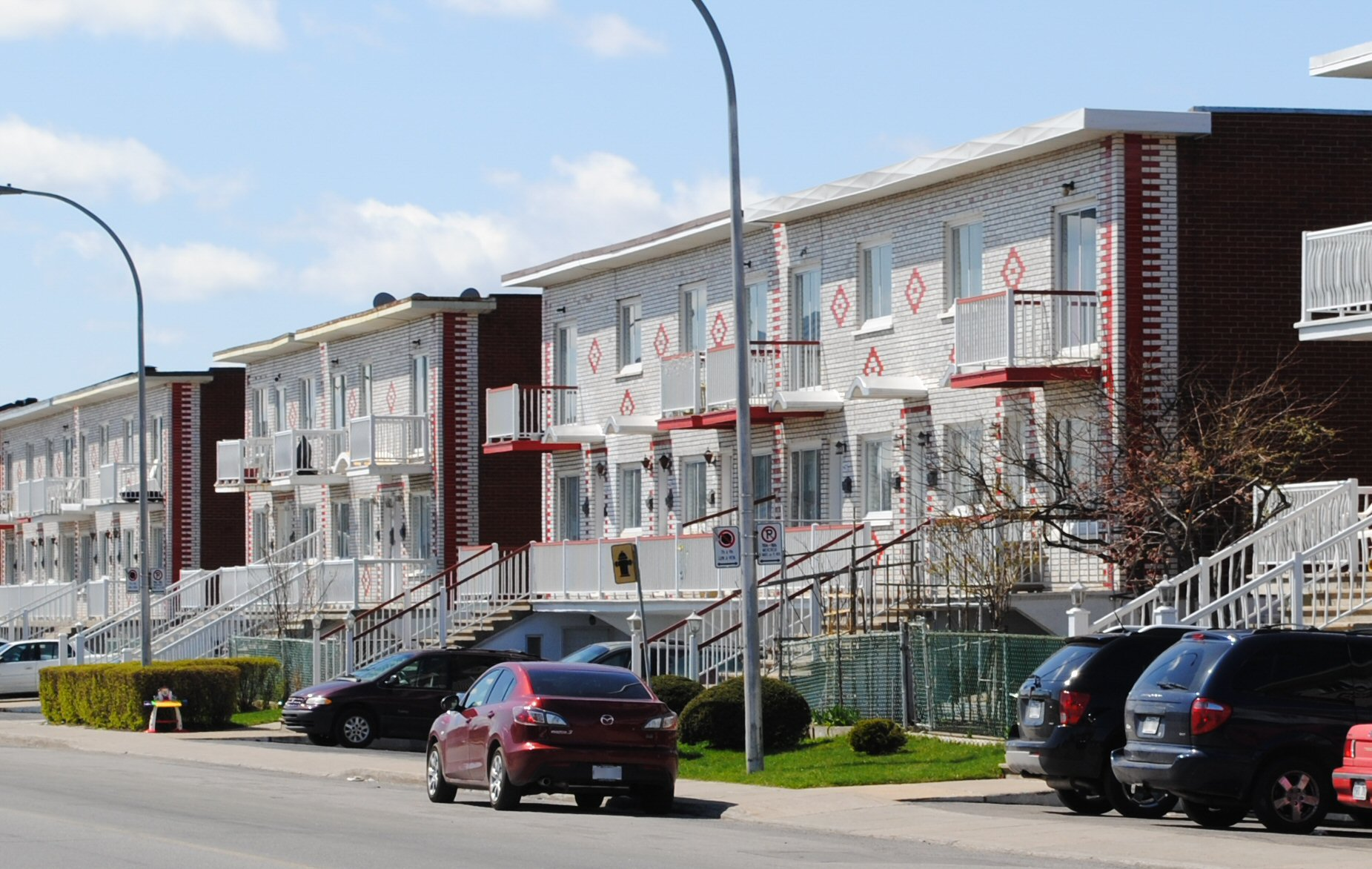
L'actualité inspire Françoise Loranger dans son écriture. C'est le cas pour la pièce Médium saignant, inspirée par la crise de Saint-Léonard.

Lors de sa reprise en 1976-1977, la pièce est présentée dans un contexte tout aussi tendu au  Québec concernant la question linguistique, marqué par l’adoption de la Loi 22 et l'élection du Parti québécois.

Pour Alain Pontaut :
« Il n’y a pas à se le cacher, Médium saignant n’est pas une pièce de théâtre ; c’est une démonstration politique à la recherche d’une forme scénique ». […] On pourrait même dire que Loranger fait du théâtre une école de participation ou de manifestation politique. Elle le veut ainsi, et réussit fort bien par ailleurs si on en juge de la participation obtenue. La cérémonie d’exorcisme collectif était telle que certains soirs on ne pouvait plus distinguer le théâtre de la réalité, le comédien du spectateur. »

### Des années moins productives sur le plan littéraire
Après cette intense production pendant la décennie 1960, Françoise Loranger connaît une période plus tranquille dans les années suivantes durant laquelle explore davantage sa spiritualité.
Le 10 décembre 1969, Françoise Loranger fait partie d’un groupe de près d'une centaine d'intellectuels, universitaires, syndicalistes, artistes, écrivains (dont Gaston Miron, Pauline Julien, Lionel Villeneuve, Hélène Loiselle) qui manifestent pour protester contre le règlement 3926 (adopté le 12 novembre) de la Ville de Montréal qui interdit justement les manifestations.
En 1971, elle publie un recueil de deux textes inédits : Jour après jour et Un si bel automne, qui se veut un scénario ayant comme toile de fond les événements d’octobre 1970. Le téléthéâtre Un si bel automne a été créé pour Radio-Canada en 1971. Il fut seulement présenté sur une scène amateure l’année suivante, étant donné que Radio-Canada a refusé de le diffuser pour des raisons politiques, jugeant la pièce trop controversée. Lors de la crise d’Octobre, Loranger dit avoir été « embêtée » par la police, qui a fouillé sa maison de ville et sa maison de campagne. Ce sont, entre autres choses, ces événements qui lui ont inspiré l’écriture d’Un si bel automne.
Jean Michaud étant professeur à l'École d'architecture de l'Université Laval à Québec, elle passe une partie des années 1970 dans la région de Québec. Elle est notamment codirectrice artistique, avec Michel Gariépy et Olivier Reichenbach, du Théâtre du Trident de Québec de 1974 à 1975.
En 1976, alors qu'elle avait produit l'essentiel de son œuvre, Jean-Marcel Duciaume résumait ainsi le travail de la dramaturge : « On voit se dessiner un cheminement : partie d’un théâtre psychologique qui tente d’exprimer le personnage, l’auteur se tourne vers un théâtre de participation, entre «plutôt dans le collectif avec une dramaturgie qui englobe tout le contexte sociologique », fait s’exprimer le personnage, maintenant fort de sa parole ».
En 1976, sa pièce Médium saignant est remontée par la Compagnie Jean-Duceppe. Deux ans plus tard, elle crée une nouvelle œuvre pour la télévision de Radio-Québec (Télé-Québec): le drame télévisé La Dame de cent ans (1978). Enfin, Sous le signe du lion est publié aux éditions Leméac en 1993.

### Cinéma
Françoise Loranger a écrit quelques scénarios de films, mais aucun d’entre eux ne sera réalisé. Pour elle, la télévision a d’ailleurs toujours été plus près du cinéma que du théâtre. Passionnée par le septième art, elle est membre du jury du Festival du Film de Montréal en 1965, qui couronne, cette année-là, le long métrage La vie heureuse de Léopold Z, réalisé par Gilles Carle.

### Décès
Le 5 avril 1995, Françoise Loranger décède à Montréal. Son corps est exposé, à sa demande, à la Maison de la culture du Plateau Mont-Royal. Son mari, Jean Michaud, décède en novembre de la même année.

### Postérité

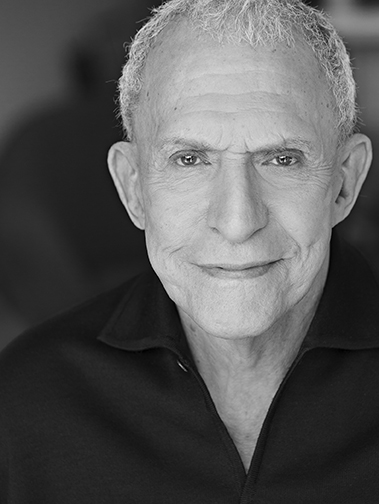
Jacques Godin incarne Jérémie Martin dans la deuxième mouture de Sous le signe du lion dans les années 1990.

Françoise Loranger avait confié ses manuscrits à Hélène Pedneault. Cette dernière s'emploie à pérenniser son travail. Elle est à l'origine de la nouvelle mouture de Sous le signe du lion diffusée à la télévision de Radio-Canada. L’histoire est présentée en deux saisons, l’une en 1997, adaptée par Hélène Pedneault et réalisée par Maude Martin, et l'autre en 2000 par Guy Fournier, réalisée par Yvon Trudel.
Jérémie Martin est alors interprété par Jacques Godin. La distribution comprend également, dans les rôles-titres d'Annette Julien, Danielle Proulx, de Clothilde Beaujeu, Nathalie Naubert, et de Martine Julien, Suzanne Clément.
Au théâtre, toujours grâce au concours d’Hélène Pedneault, Huguette Oligny reprend La Dame de cent ans notamment à l’Atelier À l’Écart, dans le Vieux-Longueuil, à Arts Station de Mont-Saint-Hilaire en 1999, Aux Oiseaux de passage à Limoilou en 2000 et au Théâtre du Marais en 2005.

## Honneurs et hommages
Sa pièce Encore cinq minutes reçoit le Prix littéraire du Gouverneur général en 1967.
En 1987, elle est nommée membre d'honneur de l'Union des écrivaines et écrivains québécois (UNEQ).
Parmi les lieux qui portent son nom il y a : une rue Françoise-Loranger à Cap-Rouge, à Blainville, à Lévis et à Mont-Saint-Hilaire, une place Françoise-Loranger à Montréal ainsi que la bibliothèque Françoise-Loranger à l'école secondaire Le Carrefour, Varennes. Son ancienne maison située à Saint-Marc-sur-Richelieu, construite en 1770, fait partie d’un inventaire de la MRC de la Vallée-du-Richelieu.
Parmi les initiatives en hommage à la dramaturge, Hélène Pedneault et Louise Laprade ont présenté ses meilleurs moments de théâtre dans le spectacle Signé Loranger en octobre 1994. Le Cercle littéraire Françoise-Loranger, une initiative de Colette Comeau et Denise Quévillon, a été fondé en 1996 et le prix Françoise-Loranger a été créé en 2011 par l’Association des auteurs de la Montérégie.
Enfin en 2013, à l'occasion du 100e anniversaire de sa naissance, une cérémonie commémorative a été organisée à Mont-Saint-Hilaire. Un livre-hommage est également produit à cette occasion. Il s’agit d’un livre de Ginette Trépanier et de Brigitte Purkhardt, Dans L’absolu… un jour. Hommage à Françoise Loranger (Création Bell’Arte, 2013, 220 p.). Diverses personnalités y ont livré des souvenirs, dont Albert Millaire et Rita Lafontaine.

## Œuvres littéraires

### Roman
- Mathieu, Montréal, Cercle du Livre de France, 1949 (1967 au CLF et 1990 chez Boréal).

### Pièces théâtrales et télévisées
- Georges… oh! Georges, Montréal, Écrits du Canada français, vol. 20, 1965, p. 9-42.
- Une maison… un jour…, Montréal, Cercle du livre de France, 1965 (réédité en poche en 1968 puis au Renouveau pédagogique en 1970).
- Un cri qui vient de loin, Montréal, Les Cahiers de Sainte-Marie, no 1, 1966, p. 85-120.
- Encore cinq minutes, suivi de Un cri qui vient de loin, Montréal, Cercle du livre de France, 1967.
- Double Jeu, Montréal, Leméac, 1969.
- Le chemin du Roy, Montréal, Leméac, 1969.
- Médium saignant, Montréal, Leméac, 1970.
- Jour après jour et Un si bel automne, Montréal, Leméac, 1971 (réédité en 1983 chez Leméac).
- Sous le signe du lion, Montréal, Leméac, 1993.
- La dame de cent ans, avec un court texte théâtral, Diogène 1960, Montréal, Lanctôt éditeur, 2000.

## Œuvres théâtrales
- 1965 : Une maison... un jour...
- 1966 : Encore cinq minutes
- 1968 : Le Chemin du roy, en collaboration avec Claude Levac
- 1969 : Double Jeu
- 1970 : Médium saignant
- 1995 : La Dame de cent ans (version monologue).

## Œuvres télévisées
- 1956 : La santé des autres
- 1956 : Madame la Présidente
- 1957 : À moitié sages
- 1958 : Georges... oh! Georges
- 1957-1958 : C.Q.F.D., quatuor
- 1961 : Sous le signe du lion
- 1965 : Un cri qui vient de loin
- 1978 : La Dame de cent ans